# Thomasomys pagaibambensis
Thomasomys pagaibambensis — вид гризунів з роду Thomasomys, відомий з Анд на півночі Перу. Він складається з популяцій, які були ідентифіковані як Thomasomys cinereus, поки їх не ідентифікували як новий вид у 2023 році.
Вид зустрічається в гірських лісах Заповідного лісу Пагаїбамба на півночі Перу, на висоті від 2530 до 3370 метрів. Наукова назва стосується до імені Pagaibamba. У цій місцевості відомі три інші види Thomasomys: T. taczanowskii, T. pyrrhonotus і вид, попередньо визначений як T. aureus. Харчується тварина комахами і насінням.
Thomasomys pagaibambensis середнього розміру для свого роду, з довжиною голови й тулуба від 121 до 158 міліметрів. Характерні риси включають бурувате хутро, довгий одноколірний хвіст з білим кінчиком і відносно короткі різцеві отвори, отвір на небі.